# Trichogaster
Trichogaster (též Colisa) je rod labyrintních paprskoploutvých ryb pocházející ze sladkých vod jižní Asie. Jedná se o drobné (jen vzácně přes 10 cm) a barevně zajímavé ryby, jsou proto velmi často chovány v akváriích. V češtině se pro ryby rodu Trichogaster používá jméno čichavec, to je ale jméno nejednoznačné, užívané pro více rodů dvou různých čeledí. Od roku 1923 se navíc rodové jméno Trichogaster omylem používalo pro příbuzný rod větších čichavců z jihovýchodní Asie, zatímco pro rod Trichogaster se používalo jméno Colisa. S tímto názvoslovím se lze stále běžně setkat v odborné literatuře.

## Taxonomie
Rod Trichogaster zahrnuje čtyři druhy:
- Trichogaster fasciata (čichavec pruhovaný)
- Trichogaster chuna (čichavec medový)
- Trichogaster labiosa (čichavec pyskatý)
- Trichogaster lalius (čichavec zakrslý)

Do roku 1923 se pro rod menších čichavců z jižní Asie (s typovým druhem Trichogaster fasciatus Bloch & Schneider, 1801) užívalo rodové jméno Trichogaster a pro rod větších čichavců z jihovýchodní Asie (s typovým druhem Labrus trichopterus Pallas, 1770) rodové jméno Trichopodus. Ichtyolog G. S. Myers ale roku 1923 nesprávně usoudil, že typovým druhem rodu Trichogaster není fasciatus, ale trichopterus. To vedlo k synonymizaci rodu Trichopodus s rodem Trichogaster a užívání jména Trichogaster pro rod větších čichavců z jihovýchodní Asie. Pro rod menších čichavců z jižní Asie se začalo užívat rodové jméno Colisa (odvozené od domorodého jména a ve formě kolíza přejaté například i do slovenštiny). Tento stav setrval po většinu 20. století. Na chybu bylo poprvé upozorněno roku 1997, přesto se lze s chybnými názvy dodnes běžně setkat v literatuře.
V souvislosti s obnovením staronového rodového jména Trichogaster se zjistilo, že některé druhy, tak jak byly původně popsány, užívají maskulinní koncovku, ačkoliv je rodové jméno femininum. V souvislosti s pravidly zoologické nomenklatury tak byla jména Trichogaster labiosus a Trichogaster fasciatus změněna na Trichogaster labiosa a Trichogaster fasciata. Druh Trichogaster lalius ale stále správně užívá maskulinní koncovku, protože se jedná o podstatné, nikoliv přídavné jméno.

## Výskyt
Čichavci rodu Trichogaster pochází ze sladkých vod jižní Asie – Indie, Bangladéše a Myanmaru.

## Význam pro člověka
Všechny druhy rodu Trichogaster se běžně chovají v akváriích. Nejoblíbenějším a nejčastějším chovancem je čichavec zakrslý, který je i častým předmětem komerčního velkochovu. Existuje také několik vyšlechtěných barevných nebo i závojových forem, opět především čichavce zakrslého, známá je ale například i oranžová forma čichavce pyskatého. V zajetí se také někdy objevují kříženci.